# T.Love
T.Love – polski zespół muzyczny założony w 1982 w Częstochowie. W początkach kariery, w latach 80. XX wieku, pozostający pod wpływem punk rocka, a z upływem czasu korzystający również ze stylistyki reggae, rock and rolla, glam rocka, pop-rocka.
Zespół za sprzedaż większości swoich albumów uzyskał certyfikat złotej płyty, a za składankowy Love, Love, Love – The Very BesT.Love i studyjny Old Is Gold – platynowej płyty. W trakcie kariery zespół zagrał koncerty prawie w całej Europie, a także wielokrotnie w Stanach Zjednoczonych. W drugiej połowie 2017 zawiesił działalność i wznowił ją w 2022.

## Historia
Zespół został założony w styczniu 1982 pod nazwą Teenage Love Alternative. W skład grupy weszli: Zygmunt Staszczyk (śpiew, początkowo także gitara basowa), Dariusz Zając (instrumenty klawiszowe), Jacek Wudecki (perkusja) i Janusz Knorowski (gitara elektryczna), uczniowie IV LO w Częstochowie. Na pierwszej próbie ze Staszczykiem, Wudeckim i Knorowskim grał Dariusz Gajewski, który jednak ostatecznie wycofał się z projektu, a jego miejsce zajął Zając. Pierwszy publiczny koncert T. Love odbył się 4 lutego 1982 podczas imprezy studniówkowej rocznika 1963 w IV LO. Następnie muzycy zagrali podczas akademii z okazji Dnia Kobiet w II LO w Częstochowie. Pierwszy koncert otwarty dla publiczności zagrali 30 kwietnia lub 28 maja w częstochowskim Domu Kultury Zakładów Przemysłu Lniarskiego „Stradom”, w którym odbywali cotygodniowe próby. W międzyczasie do składu T.Love dołączył gitarzysta Maciej Bilski, który odszedł z zespołu jesienią 1982. Do końca roku grupa zagrała w Częstochowie jeszcze kilka koncertów, które zorganizowali pod nazwą „Punk Arena”, poza tym w listopadzie 1982 wystąpili w klubie „Remont” w Warszawie, gdzie Staszczyk wystąpił także ze swoim poprzednim zespołem – Opozycja, a w składzie T.Love pojawił się dodatkowy gitarzysta, Grzegorz Nowicki.
W czerwcu 1982 w studiu Pryzmaty na Politechnice Częstochowskiej odbyła się pierwsza sesja nagraniowa T.Love, podczas którego muzycy zarejestrowali piosenki: „Ogolone kobiety”, „Moje miasto”, „Wietnam”, „Wojna” i „Wild Thing”. Z zarejestrowanym materiałem zgłosili się do Ogólnopolski Przegląd Muzyki Młodej Generacji w Jarocinie, ale nie zostali zakwalifikowani. W 1983 wystąpili na festiwalu „Malrock” w Malborku oraz na warszawskich festiwalach: Kicka Wiosna i Grand Festiwal Róbrege. W pierwszej połowie roku odbyli kolejną sesję nagraniową, na której zarejestrowali m.in. utwór „Liceum”, a materiał z tej sesji wydali w 1995 na albumie pt. Częstochowa 1982–1985. W nagraniach wziął udział m.in. saksofonista Jarosław Woszczyna, który wcześniej grał w Opozycji. W tym czasie do T.Love dołączył też basista Jacek Śliwczyński i gitarzysta Wojciech Wierus.
W 1983 zagrali (z gościnnym występem gitarzysty Grzegorza Ogłazy) na Festiwalu Muzyków Rockowych w Jarocinie, a za swój występ zebrali przychylne recenzje krytyków, m.in. Kamila Sipowicza z czasopisma „Non Stop”. Wiosną 1984 zaczęli odbywać próby koncertowe w klubie Hybrydy w Warszawie, a latem zagrali na Festiwalu Artystycznym Młodzieży Akademickiej w Świnoujściu, gdzie w składzie T.Love zadebiutował Andrzej Zeńczewski. Z nowym gitarzystą wystąpili także w sierpniu 1984 na festiwalu w Jarocinie, gdzie w składzie zagrał także saksofonista Piotr Malak. Ten występ zarejestrowali, a następnie wydali niezależnie (pod szyldem własnej wytwórni Tilele Rekords) na kasecie pt. Nasz Bubelon, której kopie rozprowadzali podczas kolejnych koncertów. W 1985 do zespołu dołączył saksofonista Tomasz Pierzchalski, który w składzie zajął miejsce Piotra Malaka. W kwietniu 1985 na zaproszenie wytwórni Tonpress nagrali utwór „Zabijanka” na potrzeby składanki pt. Jeszcze młodsza generacja, a w trakcie pięciogodzinnej sesji nagrali materiał także na kasetę pt. Chamy idą. W tym samym roku wystąpili (z gościnnym udziałem gitarzysty Grzegorza Małeckiego) w koncercie konkursowym „Rock w Opolu” podczas 22. Krajowego Festiwalu Piosenki Polskiej w Opolu. W tym samym roku mieli wystąpić również na Festiwalu Rock Arena w Poznaniu, jednak do koncertu nie doszło, bo Staszczyk i Wudecki zostali zatrzymani przez Milicję Obywatelską za posiadanie zbyt dużych ilości alkoholu, co nie spodobało się organizatorom festiwalu. W grudniu 1985 wystąpili na Ogólnopolskim Przeglądzie Piosenki Autorskiej w Warszawie, a niedługo później z zespołu odszedł Janusz Knorowski.
W 1986 do składu T.Love dołączył gitarzysta Rafał Włoczewski, którego przez kilka miesięcy zastępował Jarosław Kowalski. W tym samym roku wydali – nakładem Tonpressu, w nakładzie 5 tys. egzemplarzy – swój debiutancki singiel z piosenkami „Liceum”, „Garaż” i „My – marzyciele”. Z dwoma ostatnimi utworami trafili na Listę przebojów Programu Trzeciego. Pod koniec roku skrócili nazwę zespołu do T.Love. W maju 1987 zagrali cztery koncerty w Budapeszcie. Po powrocie do Polski przyjęli od Klubu Płytowego „Razem” propozycję nagrania albumu koncertowego. Przed rozpoczęciem nagrań z zespołu odeszli Jacek Wudecki i Tomasz Pierzchalski, a ich miejsce w T.Love zajęli perkusista Piotr Wysocki i saksofonista Waldemar Zaborowski. Za nagrany w czerwcu 1987 i wydany w 1988 album koncertowy pt. Miejscowi – live zebrali mieszane recenzje krytyków. Jeszcze w 1987 wystąpili na Festiwalu Studentów PRL w Katowicach.
W 1988 w studiu S4 w Warszawie nagrali materiał na swój pierwszy długogrający album studyjny pt. Wychowanie, który wydali dopiero jesienią 1989 nakładem Polskich Nagrań i sprzedali w nakładzie 80 tys. egzemplarzy. W maju 1989, wskutek kilkumiesięcznego konfliktu między muzykami, z zespołu odszedł Andrzej Zeńczewski, a w następnym miesiącu – po koncercie 25 czerwca w żoliborskim domu kultury (gdzie gościnnie wystąpił z nimi perkusista Robert Szambelan) – odbył się ostatni koncert T.Love. Staszczyk zawiesił działalność w związku ze swoim wyjazdem w celach zarobkowych do Anglii. W trakcie emigracji napisał m.in. tekst piosenki „Warszawa”. Niedługo po powrocie do kraju pod koniec grudnia 1989 postanowił reaktywować T.Love w zupełnie nowym składzie. Nawiązał współpracę z gitarzystą Janem Benedkiem i rozpoczął z nim próby, na których napisali w duecie kilka piosenek, m.in. „Warszawa”, „Na bruku”, „Mad Love”, „Don’t Go Paul” i „Mover”. Skład reaktywowanego T.Love wkrótce uzupełnili: gitarzysta Krzysztof Szymański, perkusista Jarosław „Sidney” Polak i basista Przemysław Wójcicki. Zespół w nowym składzie jesienią 1990 nagrał album pt. Pocisk miłości, który wydał w grudniu 1990 na kasecie oraz w 1991 na płycie CD i winylu. Pochodzący z płyty utwór „Warszawa” osiągnął sukces komercyjny i stał się radiowym przebojem, docierając do pierwszego miejsca na Liście przebojów Programu Trzeciego, a nakręcony do niego teledysk został nagrodzony Grand Prix na Festiwalu Polskich Wideoklipów Yach Film. W czerwcu 1991 zespół zagrał na Festiwalu w Jarocinie swój pierwszy koncert w odświeżonym składzie, a w sierpniu wystąpił na Grand Festiwalu Róbrege w Warszawie. Niedługo później doszło do kolejnych zmian w składzie T.Love: nowym basistą został Tomasz Grochowalski (jego miejsce jeszcze w tym samym roku zajął Paweł Nazimek), gitarzystą – Krzysztof Zawadka (jego następcą w tym samym roku został Jacek Perkowski), a klawiszowcem – Romuald Kunikowski, który już wcześniej współpracował z zespołem, biorąc udział w nagraniach jego pierwszego singla. Jesienią 1991 grupa w nowym składzie zagrała trasę koncertową z francuskim zespołem Les VRP.
W 1992 wydali album pt. King. Po odświeżeniu składu, do którego dołączyli Andrzej Zeńczewski, Leszek Biolik i Piotr Żyżelewicz, nagrali i wydali album pt. Dzieci rewolucji 1982–92 zawierający odświeżone aranżacje utworów stworzonych w czasach T.Love Alternative, dwie piosenki z albumu Wychowanie i pięć premierowych utworów. W 1993 z zespołu odszedł Jan Benedek, a jego miejsce w grudniu tego samego roku zajął Maciej Majchrzak. Wiosną 1994 nakładem wytwórni Pomaton wydali album koncertowy pt. I Love You, na którym umieścili także premierowe piosenki: tytułową „I love you” i „Syn miasta” (cover piosenki „Out of Time Man” francuskiej grupy Mano Negra). Następnie odbyli trasę koncertową po Stanach Zjednoczonych, występując dla amerykańskiej Polonii. Po powrocie do Polski wydali album pt. Prymityw. Album promowali m.in. singlem „Potrzebuję wczoraj”. Po wydaniu Prymitywu odbyli 21-dniową trasę koncertową po Polsce.
W 1995 nakładem S.P. Records ukazał się album T.Love Alternative pt. Częstochowa 1982–1985. W maju 1996 T.Love wydał album pt. Al Capone, który zaprezentował nowe, bardziej popowe brzmienie zespołu. Muzycy promowali płytę singlem „Jak żądło” i utworem „Klaps” nagranym z Korą. Muzyczną kontynuacją okazał się następny album pt. Chłopaki nie płaczą z listopada 1997, który rozszedł się w 90 tys. egzemplarzy. Tytułowy utwór, nawiązujący do glam rocka z lat 70., był pastiszem boys-bandów i stał się ogólnopolskim przebojem. Popularnością w radiach cieszyły się też piosenki:„Stokrotka”, i „Jest super”, który był komentarzem zespołu na temat polskiej polityki lat 90.
17 stycznia 1998 w wypadku samochodowym zginął Jacek Wudecki, pierwszy perkusista Teenage Love Alternative. 13 marca 1998 pozostali członkowie TLA razem z perkusistą Piotrem Wysockim zagrali koncert na wernisażu fotografii Jacka Śliwczyńskiego w klubie „Pod Jaszczurami”. Również w 1998 T.Love wydało składankę swoich przebojów pt. BesT.Love wzbogaconą o dwa premierowe utwory: „Zero” i „Ewa”. Zaangażowali się również w działalność antyrasistowską – ich piosenka „Ogolone kobiety” znalazła się na składance pt. Muzyka Przeciwko Rasizmowi wydanej przez Stowarzyszenie „Nigdy Więcej”. W 1999 powrócili do rock’n’rollowych brzmień albumem pt. Antyidol, który nagrali w Protocol Studios w Londynie. Album sprzedał się zdecydowanie słabiej od wcześniejszych płyt zespołu. W 2000 uruchomiona została witryna internetowa t-love.art.pl, która była oficjalną stroną fanklubu zespołu.
Wraz ze wzrostem popularności T.Love pod koniec lat 90. zespół przeżywał kolejny kryzys, a Staszczyk otwarcie mówił reszcie muzyków o planach zakończenia działalności grupy, co było spowodowane zbyt dużą intensywnością koncertów i nadmierną eksploatacją w mediach. W atmosferze narastającego konfliktu muzycy nagrali i w listopadzie 2001 wydali album pt. Model 01, w którego nagrywaniu gościnnie udział wzięli m.in. Kazik Staszewski, Kayah i Fisz. Płytę promowali singlami: „Nie, nie, nie”, „Jazda” (nagranym z gościnnym udziałem Agi Morawskiej), „Ajrisz”, „Toksyczni czarodzieje” i „Moje pieniądze”. Również w 2001 zagrali koncert w USA. W następnym roku do składu T.Love wrócił Tomasz Pierzchalski. Zespół w 2002 świętował 20-lecie działalności i z tej okazji zagrał jubileuszowy koncert w klubie „Stodoła” w Warszawie z udziałem muzyków z grupy T.Love Alternative. Materiał zarejestrowany na koncercie został wydany w 2003 na albumie pt. T.Live. Również w 2003 muzycy nagrali trzy premierowe piosenki: „Europolskę”, „Pozytyw” i „Polish Boyfriend”, będącą pastiszem muzyki dance. W tym samym roku ukazał się album ze ścieżką dźwiękową do komedii Juliusza Machulskiego Superprodukcja, na którym – oprócz starych utworów T.Love – znalazły się dwie premierowe piosenki zespołu: „Bang, Bang, Bang” i „Luźny Yanek”. Wiosną 2004 muzycy mieli zaplanowaną trasę koncertową po USA, jednak w ostatniej chwili ją odwołali z powodu kryzysu psychicznego Staszczyka. Pod koniec roku rozpoczęli pracę nad albumem pt. I Hate Rock’n’Roll, który nagrali w 2005 i wydali wiosną 2006. Płyta powstała z udziałem nowego klawiszowca, Michała Mareckiego, część utworów – zachowanych w rock’n’rollowym stylu – napisali zaproszeni do współpracy dawni członkowie zespołu: Andrzej Żeńczewski, Jan Knorowski i Jan Benedek, a za produkcję materiału odpowiadał Staszczyk. Płyta była promowana m.in. przez singiel „Gnijący świat skomponowany przez Jana Benedeka, ponadto na krążki znalazły się także dwie piosenki w stylu reggae autorstwa Jana Pęczaka. Do płyty dołączony został film Love and Hate ukazujący kulisy pracy zespołu. W kwietniu muzycy rozpoczęli trasę koncertową po Polsce, oprócz tego zagrali też w Irlandii i USA. Po powrocie z amerykańskiej części trasy wzięli udział w nagraniu albumu DVD Najmniejszy koncert świata wydanego w grudniu 2006 przez Agorę.
1 stycznia 2007 zespół opuścił gitarzysta i kompozytor Jacek Perkowski. Pozostali muzycy T.Love przez pierwsze kilka miesięcy roku poszukiwali nowego gitarzysty, a od maja do września odbyli trasę koncertową z czterema kandydatami: Łukaszem Lachem, Krzysztofem Rychardem, Piotrem Czajerem i Janem Pęczakiem, który jesienią oficjalnie przejął funkcję gitarzysty T.Love. 12 listopada 2007 w Hard Rock Cafe w Warszawie odbyła się konferencja prasowa, podczas której zaprezentowano oficjalną książkę biograficzną zespołu pt. Potrzebuję wczoraj autorstwa Magdy Patryas. Tom ukazał się nakładem wydawnictwa Lampa i Iskra Boża z okazji 25-lecia zespołu oraz był promowany podczas jesiennej trasy koncertowej, która rozpoczęła się 14 listopada i zakończyła 13 grudnia po 13 koncertach. W tym samym roku premierę miała także książka pt. „Siwy chciał grać w T.Love” autorstwa Marcina „Siwego” Styczyńskiego, moderatora fanklubu i administratora oficjalnej strony internetowej zespołu. Wydawnictwo zawierało osobiste opisy koncertów, prywatnych spotkań, wydarzeń i wspomnień z udziałem T.Love.
W kwietniu 2008 muzycy T.Love odbyli europejską trasę koncertową obejmującą występy m.in. w Stavanger, Paryżu i Stambule. Latem zagrali jubileuszowy koncert podczas festiwalu TOPtrendy 2008, na którym wystąpili z muzykami z wcześniejszych składów (Andrzejem Zeńczewskim, Janem Benedkiem, Jackiem Perkowskim i Janem Knorowskim), a także gościnnie ze Stanisławem Soyką i Adamem Nowakiem z zespołu Raz Dwa Trzy. 7 listopada wydali kompilację pt. Love, Love Love, The Very BesT.Love zawierająca m.in. dwie premierowe piosenki zespołu: „Love, Love, Love” (promowany teledyskiem w reżyserii Krzysztofa Ostrowskiego) i „Prawdziwe życie”, które zostały zarejestrowane we wrześniu 2008 w studiu Polskiego Radia Studio S-4 pod okiem Leszka Kamińskiego, który był także ich współproducentem. Wydawnictwo uzyskało certyfikat platynowej płyty za wysoką sprzedaż w Polsce.
W czerwcu 2010 podczas koncertu T.Love w Pszowie doszło do skandalu z udziałem Staszczyka, który wystąpił przed publicznością, będąc pod wpływem alkoholu. Po koncercie przeprosił za niedyspozycję, a w ramach rekompensaty zagrał z muzykami następny koncert w Pszowie w innym terminie za darmo. W tym czasie ponownie wskrzesił zespół T.Love Alternative, czego efektem było wydanie w 2011 przez S.P. Records albumu pt. Częstochowa 1982–2011 zawierającego archiwalne nagrania tego składu i dwa premierowe utwory: „Gorączka 2011” oraz „Chrystus Tesco i nic”. Następnie ukazało się na rynku DVD z zapisem z częstochowskiego koncertu w klubie Zero pt. 100 proc. Live.
W 2012 muzycy T.Love wystąpili na imprezie plenerowej z okazji otwarcia Stadionu Narodowego w Warszawie. Od początku roku odbywali próby (łącznie około 80), by przygotować się do nagrania kolejnego albumu, nad którym pracowali przez cztery lata. W międzyczasie obchodzili swoje 30-lecie, które uczcili dwoma dużymi koncertami: pierwszy z nich, fetujący raczej samego Staszczyka, odbył się 6 maja na Placu Biegańskiego w Częstochowie (z gościnnym udziałem m.in. Martyny Jakubowicz, Stanisława Soyki, Adama Nowaka, Marka Piekarczyka, Titusa i Grabaża), drugi odbył się w czerwcu podczas 49. Krajowego Festiwalu Piosenki Polskiej w Opolu. 16 października 2012 wydali dwupłytowy album studyjny pt. Old Is Gold, który zebrał przychylne recenzje krytyków, a za sprzedaż w wysokim nakładzie uzyskał certyfikat platynowej płyty. Po wydaniu albumu zespół wyruszył w trasę obejmującą 21 miast, a zwieńczoną koncertem w studiu im. Agnieszki Osieckiej. Po tym występie muzycy T.Love ogłosili roczną przerwę od koncertowania, przerwaną tylko raz, dla muzycznego uczczenia 50. urodzin Staszczyka.
W październiku 2014, z okazji 20-lecia premiery albumu Prymityw, wydali zremasterowaną edycję płyty, którą wzbogacili o trzy premierowe utwory: „Italię”, „Pole garncarza” i „Jałtę” (cover piosenki Jacka Kaczmarskiego). Po premierze wydawnictwa zespół rozpoczął trasę koncertową, zakończoną występem w warszawskiej „Stodole” z gościnnym udziałem Katarzyny Nosowskiej i Fisza. W sumie, w ciągu całego roku, zespół zagrał 70 koncertów, m.in. na Festiwalu Woodstock. W 2015 część zespołu (Perkowski, Nazimek oraz Grzegorz Chudek, szef techniczny T.Love) zagrała trasę koncertową w Chinach. W październiku 2015 odbyła się pożegnalna trasa pierwszego składu T.Love Alternative, która obejmowała występy w Toruniu, Grudziądzu, Krakowie, Warszawie i Częstochowie. W tym samym miesiącu nakładem S.P. Records ukazało się podwójne wydawnictwo (CD oraz DVD) pt. T.Love Alternative 1982–2015 zawierający m.in. zapis z koncertu zespołu na Cieszanów Rock Festiwal 2014 oraz dwa premierowe utwory: „Dzielnica cudów” i „Ultra”. Wydawnictwo zostało dedykowane nieżyjącym muzykom T.Love Alternative: Jackowi „Słoniowi” Wudeckiemu, Rafałowi „Włoczowi” Włoczewskiemu, Henrykowi Wasążnikowi oraz wszystkim innym, którzy w latach 80. brali udział w działalności zespołu.
Jesienią 2016 powstał nowy studyjny album grupy, zatytułowany po prostu T.Love, który muzycy nagrali latem w studiu Custom 34 w Gdańsku. Płyta spotkała się z mieszanym odbiorem krytyków, którzy zarzucali Staszczykowi poruszanie tematów politycznych w piosenkach, m.in. w singlu „Marsz”. Album nie osiągnął sukcesu komercyjnego i rozszedł się w nakładzie jedynie 13 tys. egzemplarzy. W październiku 2017 Staszczyk poinformował o zamiarze zawieszenia działalności zespołu, argumentując jednak, że chciałby „nagrać jakąś fajną płytę z zespołem, ale żeby to móc zrobić, to musimy od siebie odpocząć”. Przed zawieszeniem grupy w 2017 zagrali 87 koncertów. Również w 2017 premierę miała książka biograficzna zespołu pt. „Potrzebuję wczoraj. Oficjalna biografia 1982–2017” autorstwa Magdy Partyas. Do wydawnictwa została dołączona płyta DVD m.in. z zapisem koncertu T.Love, który odbył się 22 kwietnia 2014 w więzieniu w Opolu Lubelskim.
W 2020 Staszczyk w wywiadzie zapowiedział możliwość wznowienia działalności zespołu z okazji 40-lecia. 21 stycznia 2022 zespół udostępnił singiel „Pochodnia” z gościnnym udziałem Kasi Sienkiewicz, którym zapowiadał swój nowy album. Piosenka została uznana polskim Przebojem 2022 w plebiscycie magazynu Teraz Rock. Płyta pt. Hau Hau! ukazała się 22 kwietnia 2022, a pierwszy koncert po przerwie T.Love zagrało w Poznaniu 12 maja 2022. 18 listopada 2022 premierę miało limitowane jubileuszowe wydanie albumu King na winylu z okazji 30-lecia albumu. Reedycja zająła dziewiąte miejsce w rakingu tygodniowym OLiS winyli. 22 marca 2023 zespół otrzymał nominację do Fryderyków w kategorii „Album Roku Rock” (za Hau Hau!) i „Zespół / Projekt Artystyczny Roku”. 25 marca rozpoczął trasę koncertową po Anglii.
Na początku 2024 roku zespół rozpoczął pracę nad kolejnym studyjnym albumem, który ma ukazać się na wiosną 2026 roku. W tym samym roku zespół rozpoczął specjalną trasę koncertową pod hasłem "I Love You" , będącą ukłonem w stronę 30-lecia wydania albumu koncertowego o tym samym tytule.  Rok 2024 był bardzo owocny jeżeli chodzi o koncerty. 8 marca T.Love zapełnił niemal cały Torwar , a 26 maja powtórzył sukces warszawskiego koncertu w Spodku  Kilka miesięcy później muzycy w wielkim stylu po dziesięciu latach powrócili na Pol'and'Rock Festival dając koncert dla niemal milionowej publiczności.  W listopadzie rozpoczęła się jesienna trasa klubowa obejmująca osiem miast w całej Polsce. W maju 2024 premierę miała składanka "Święty" - solowe the best of Muńka Staszczyka, promowana nagranym na nowo utworem T.Love Alternative "Imperium". 
W 2025 roku zespół rozpoczął krótką trasę koncertową po Irlandii  W kwietniu muzycy weszli do studia "W dobrym tonie", gdzie rozpoczęli sesję nagraniową do zapowiadanej nowej płyty pt. "Orajt!" 

## Muzycy

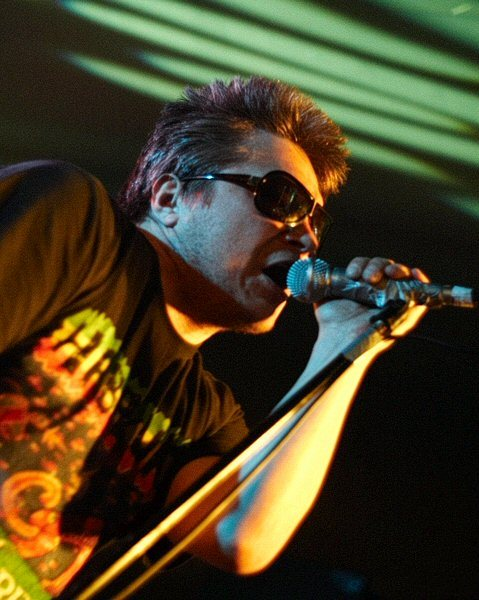
Zygmunt „Muniek” Staszczyk podczas koncertu w Rzeszowie (kwiecień 2006)

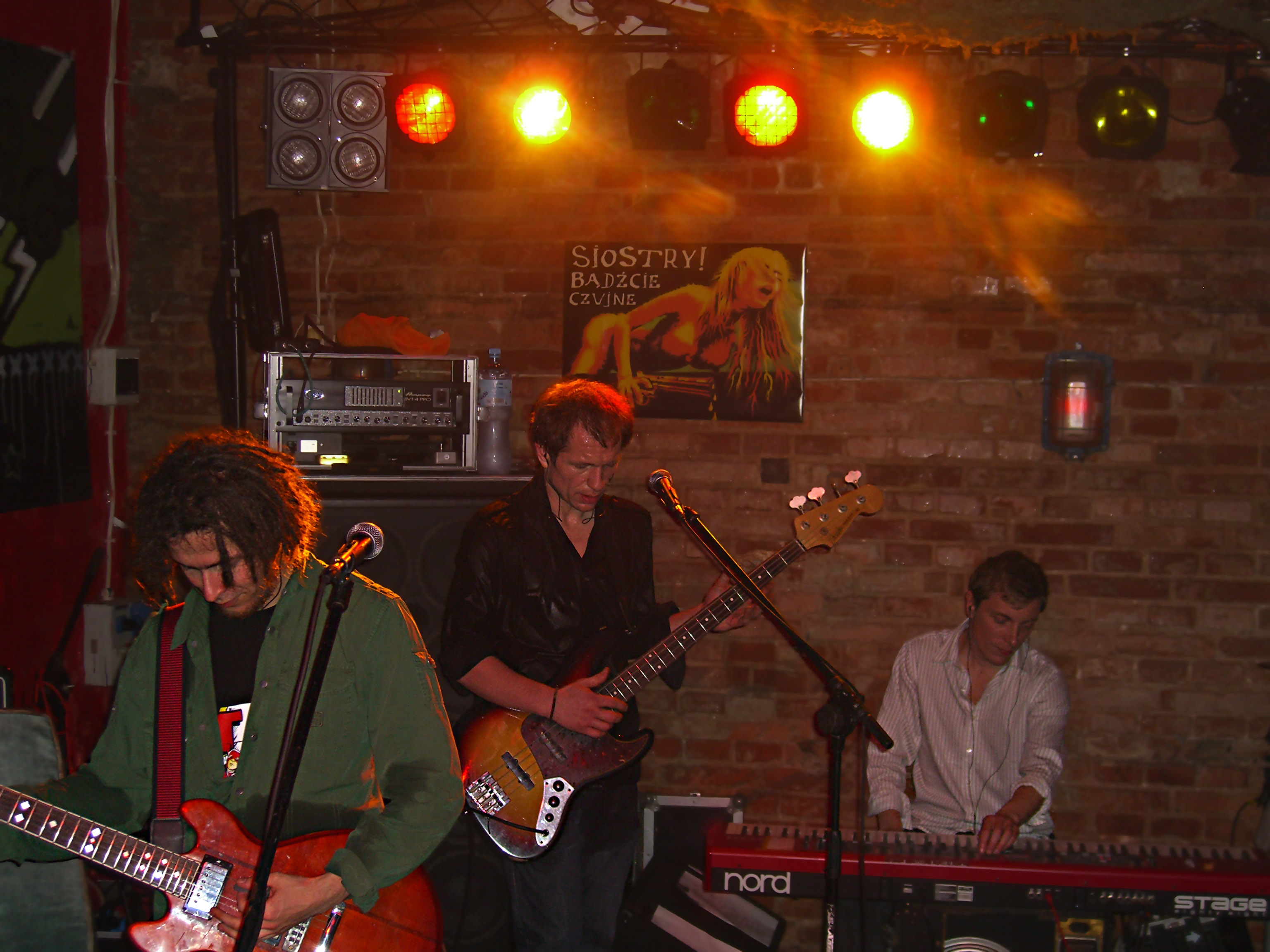
Jan Pęczak, Paweł Nazimek oraz Michał Marecki

Skład podany na podstawie strony zespołu

### Obecny skład zespołu
- Zygmunt „Muniek” Staszczyk – śpiew (1982–1989, 1990–2017, od 2022), gitara basowa (1982–1983)
- Jan Benedek – gitara (1990–1994, od 2022)
- Jacek „Perkoz” Perkowski – gitara (1992–2007, od 2022)
- Paweł „Nazim” Nazimek – gitara basowa (1991–2017, od 2022)
- Jarosław „Sidney” Polak – perkusja (1990–2017, od 2022)

### Muzycy towarzyszący
- Mariusz Nejman – instrumenty klawiszowe (od 2022)[124]

### Byli członkowie zespołu
- Janusz Knorowski – gitara (1982–1985)
- Maciej Bilski – gitara (1982)
- Grzegorz Nowicki – gitara (1982)
- Wojciech Wierus – gitara (1983–1984)
- Andrzej Zeńczewski – gitara (1984–1989)
- Grzegorz Małecki – gitara (1985)
- Rafał Włoczewski – gitara (1986–1989)
- Jarosław Kowalski – gitara (1986)
- Jan Pęczak – gitara (2007–2017)
- Maciej Majchrzak – gitara (1994–2017)
- Krzysztof Szymański – gitara (1990–1991)
- Krzysztof Zawadka – gitara (1991–1992)
- Olaf Deriglasoff – gitara (2004)
- Piotr Czajer – gitara (2007)
- Krzysztof Rychard – gitara (2007)
- Łukasz Lach – gitara (2007)
- Jacek Śliwczyński – gitara basowa (1983–1989)
- Przemysław Wójcicki – gitara basowa (1990)
- Tomasz „Wolfgang” Grochowalski – gitara basowa (1991)
- Jacek Wudecki – perkusja (1982–1987)
- Piotr Wysocki – perkusja (1987–1989)
- Robert Szambelan – perkusja (1989–1990)
- Darek Zając – instrumenty klawiszowe (1982–1989)
- Romuald Kunikowski – instrumenty klawiszowe (1991–1994)
- Michał Marecki – instrumenty klawiszowe (2005–2017)
- Jarosław Woszczyna – saksofon (1982–1983)
- Henryk Wasążnik – saksofon (1983)
- Piotr Malak – saksofon (1984–1985)
- Waldemar Zaborowski – saksofon (1987)
- Tom Pierzchalski – saksofon (1985–1989, gościnnie 2002–2017)

## Dyskografia
| 1989                           | Wychowanie - Data: październik 1989 - Wydawca: Polskie Nagrania                       | –  |                   |
| 1991                           | Pocisk miłości - Data: 12 sierpnia 1991 - Wydawca: Arston                             | –  |                   |
| 1992                           | King - Data: 8 grudnia 1992 - Wydawca: Baron Records                                  | –  |                   |
| 1994                           | Prymityw - Data: 21 listopada 1994 - Wydawca: Pomaton EMI                             | 43 | - złota płyta     |
| 1996                           | Al Capone - Data: 13 maja 1996 - Wydawca: Pomaton EMI                                 | –  | - złota płyta     |
| 1997                           | Chłopaki nie płaczą - Data: 15 września 1997 - Wydawca: Pomaton EMI                   | –  | - złota płyta     |
| 1999                           | Antyidol - Data: 14 czerwca 1999 - Wydawca: Pomaton EMI                               | –  |                   |
| 2001                           | Model 01 - Data: 5 listopada 2001 - Wydawca: Pomaton EMI                              | 2  | - złota płyta     |
| 2006                           | I Hate Rock’n’Roll - Data: 27 marca 2006 - Wydawca: EMI Music Poland                  | 2  | - złota płyta     |
| 2011                           | Polskie mięso - Data: 11 października 2011 - Wydawca: EMI Music Poland                | –  |                   |
| 2012                           | Old Is Gold - Data: 16 października 2012 - Wydawca: EMI Music Poland                  | 5  | - platynowa płyta |
| 2016                           | T.Love - Data: 4 listopada 2016 - Wydawca: Warner Music Poland                        | 5  |                   |
| 2022                           | Hau! hau! - Data: 22 kwietnia 2022 - Wydawca: Polydor Records, Universal Music Polska | 2  | - złota płyta     |
| „–” pozycja nie była notowana. |                                                                                       |    |                   |

| 1992                           | Dzieci rewolucji 1982–92 - Data: 1992 - Wydawca: Arston                                    | – |                   |
| 1998                           | BesT.Love - Data: 20 lipca 1998 - Wydawca: Pomaton EMI                                     | – | - platynowa płyta |
| 2002                           | 20 lat T.Love - Data: 16 grudnia 2002 - Wydawca: Pomaton EMI                               | – |                   |
| 2007                           | Gwiazdy polskiej muzyki lat 80. - Data: 18 września 2007 - Wydawca: TMM, Planeta Marketing | – |                   |
| 2008                           | Love, Love, Love – The Very BesT.Love - Data: 7 listopada 2008 - Wydawca: EMI Music Poland | 4 |                   |
| 2011                           | T.Lovestory - Data: 11 października 2011 - Wydawca: EMI Music Poland                       | – |                   |
| 2018                           | T.Cover - Data: 16 listopada 2018 - Wydawca: Pomaton EMI                                   | – |                   |
| „–” pozycja nie była notowana. |                                                                                            |   |                   |

| 1994                           | I Love You - Data: 18 kwietnia 1994 - Wydawca: Pomaton EMI                       | –  | - złota płyta |
| 2003                           | T.Live - Data: 13 listopada 2003 - Wydawca: Pomaton EMI                          | 16 |               |
| 2004                           | T.Love – Przystanek Woodstock 2004 - Data: 4 grudnia 2004 - Wydawca: Złoty Melon | –  |               |
| 2006                           | I Hate Rock’n’Roll Live - Data: 12 grudnia 2006 - Wydawca: Agora                 | –  | - złota płyta |
| „–” pozycja nie była notowana. |                                                                                  |    |               |

| Rok  | Tytuł                              | Utwór |
| ---- | ---------------------------------- | --- |
| 1985 | Jeszcze młodsza generacja          | - „Zabijanka” |
| 1989 | Letnia zadyma w środku zimy        | - „Jumpin’ Jack Flash” |
| 1997 | Być wolnym                         | - „Planeta” |
| 1998 | Muzyka przeciwko rasizmowi         | - „Przemoc (Ogolone kobiety)” |
| 2003 | Superprodukcja (ścieżka dźwiękowa) | - „Luźny Yanek” - „Bang, Bang, Bang” - „Chłopaki nie płaczą” - „Jest super” - „Wakacje” - „Potejto” - „Stokrotka” - „Sobota” - „Warszawa” |

| 1984 | Nasz Bubelon - Data: 1984 - Wydawca: Tilele Rekords                           | –  |
| 1985 | Chamy idą - Data: 1985 - Wydawca: Tilele Rekords                              | –  |
| 1988 | Miejscowi – live - Data: 1988 - Wydawca: Klub Płytowy Razem                   | –  |
| 1995 | Częstochowa 1982–1985 - Data: październik 1995 - Wydawca: S.P. Records        | –  |
| 2011 | 100% Live - Data: 4 kwietnia 2011 - Wydawca: S.P. Records                     | –  |
| 2011 | Częstochowa 1982–2011 - Data: 7 kwietnia 2011 - Wydawca: S.P. Records         | 40 |
| 2015 | T.Love Alternative 1982–2015 - Data: październik 2015 - Wydawca: S.P. Records | –  |
| 2015 | „–” pozycja nie była notowana.                                                |    |

| 1986                                                                   | „My marzyciele”                            | –  | 6  | –  |                   |
| 1997                                                                   | „Chłopaki nie płaczą”                      | 87 | 1  | 31 |                   |
| 1997                                                                   | „Jest super”                               | –  | 2  | 2  |                   |
| 1998                                                                   | „Zero”                                     | –  | 32 | –  |                   |
| 1998                                                                   | „Stokrotka”                                | –  | 2  | 17 |                   |
| 1999                                                                   | „Banalny”                                  | –  | 13 | 15 |                   |
| 2000                                                                   | „Mów do mnie”                              | –  | 47 | 29 |                   |
| 2000                                                                   | „Piosenka”                                 | –  | 38 | 10 |                   |
| 2001                                                                   | „Jazda”                                    | 19 | 4  | 3  |                   |
| 2001                                                                   | „Nie, nie, nie”                            | 1  | 4  | 2  |                   |
| 2002                                                                   | „Ajrisz”                                   | –  | 4  | 28 |                   |
| 2002                                                                   | „Moje pieniądze”                           | –  | 30 | 23 |                   |
| 2002                                                                   | „Toksyczni czarodzieje”                    | –  | 36 | 15 |                   |
| 2003                                                                   | „Europolska”                               | –  | 36 | 29 |                   |
| 2003                                                                   | „Luźny Yanek”                              | –  | 36 | 32 |                   |
| 2003                                                                   | „Polish Boyfriend”                         | –  | 34 | 20 |                   |
| 2006                                                                   | „Ścierwo”                                  | –  | 49 | –  |                   |
| 2006                                                                   | „Czarnuch”                                 | –  | 32 | –  |                   |
| 2006                                                                   | „Gnijący świat”                            | –  | 9  | 5  |                   |
| 2006                                                                   | „Jazz nad Wisłą”                           | –  | 7  | 8  |                   |
| 2022                                                                   | „Pochodnia” (gościnnie: Kasia Sienkiewicz) | 7  | X  | 2  | - platynowa płyta |
| 2022                                                                   | „Ponura Żniwiarka”                         | –  | X  | –  |                   |
| 2022                                                                   | „Ja Ciebie kocham”                         | –  | X  | –  |                   |
| „–” pozycja nie była notowana. „X” lista nie istniała w danym okresie. |                                            |    |    |    |                   |

| 1987                           | „IV Liceum”                             | 16 | –  |
| 1987                           | „Garaż '86”                             | 8  | –  |
| 1988                           | „Szara młódź”                           | 8  | –  |
| 1988                           | „Autobusy i tramwaje”                   | 7  | –  |
| 1988                           | „Wolny jak taczanka na stepie”          | 8  | –  |
| 1989                           | „To wychowanie”                         | 5  | –  |
| 1989                           | „Śpiewam bęben”                         | 32 | –  |
| 1990                           | „Idą kołnierze”                         | 17 | –  |
| 1990                           | „Na bruku”                              | 14 | –  |
| 1990                           | „Warszawa”                              | 1  | –  |
| 1991                           | „Sarah”                                 | 14 | –  |
| 1991                           | „Pocisk miłości”                        | 12 | –  |
| 1991                           | „Rewolucja”                             | 23 | –  |
| 1992                           | „Prawdziwi kochankowie”                 | 29 | –  |
| 1992                           | „Karuzela”                              | 26 | –  |
| 1992                           | „Nabrani”                               | 14 | –  |
| 1992                           | „King”                                  | 1  | –  |
| 1993                           | „Stany”                                 | 11 | –  |
| 1993                           | „Dzikość serca”                         | 6  | –  |
| 1993                           | „X”                                     | 14 | –  |
| 1994                           | „Motorniczy”                            | 29 | –  |
| 1994                           | „I Love You”                            | 5  | –  |
| 1994                           | „Syn miasta”                            | 16 | –  |
| 1994                           | „To nie jest miłość”                    | 18 | –  |
| 1995                           | „Bóg”                                   | 4  | 8  |
| 1995                           | „Wakacje”                               | 23 | 4  |
| 1996                           | „1996”                                  | 9  | 11 |
| 1996                           | „Jak żądło”                             | 28 | 31 |
| 2008                           | „Love Love Love”                        | 17 | 6  |
| 2009                           | „Prawdziwe życie”                       | 46 | –  |
| 2010                           | Zbigniew Hołdys – „Kuba” (oraz T. Love) | 3  | 2  |
| 2011                           | „Polskie mięso”                         | 15 | –  |
| „–” pozycja nie była notowana. |                                         |    |    |